# Cominotto
Kemmunet (olasz nevén Cominotto, korábbi angol nevén Cominetto) egy lakatlan sziget a Földközi-tengeren. A maga 0,25 km²-ével Málta 4. legnagyobb szigete.
Kemmunet mindössze 100 méterre található Kemmuna (Comino) szigetétől a Il-Fliegu ta' Kemmuna csatornában (Comino Channel), ahonnan a turisták áthajózhatnak, vagy akár át is úszhatnak. A 400 méter hosszú sziget teljesen lakatlan, nincs se ivóvíz, se épület.

## Története

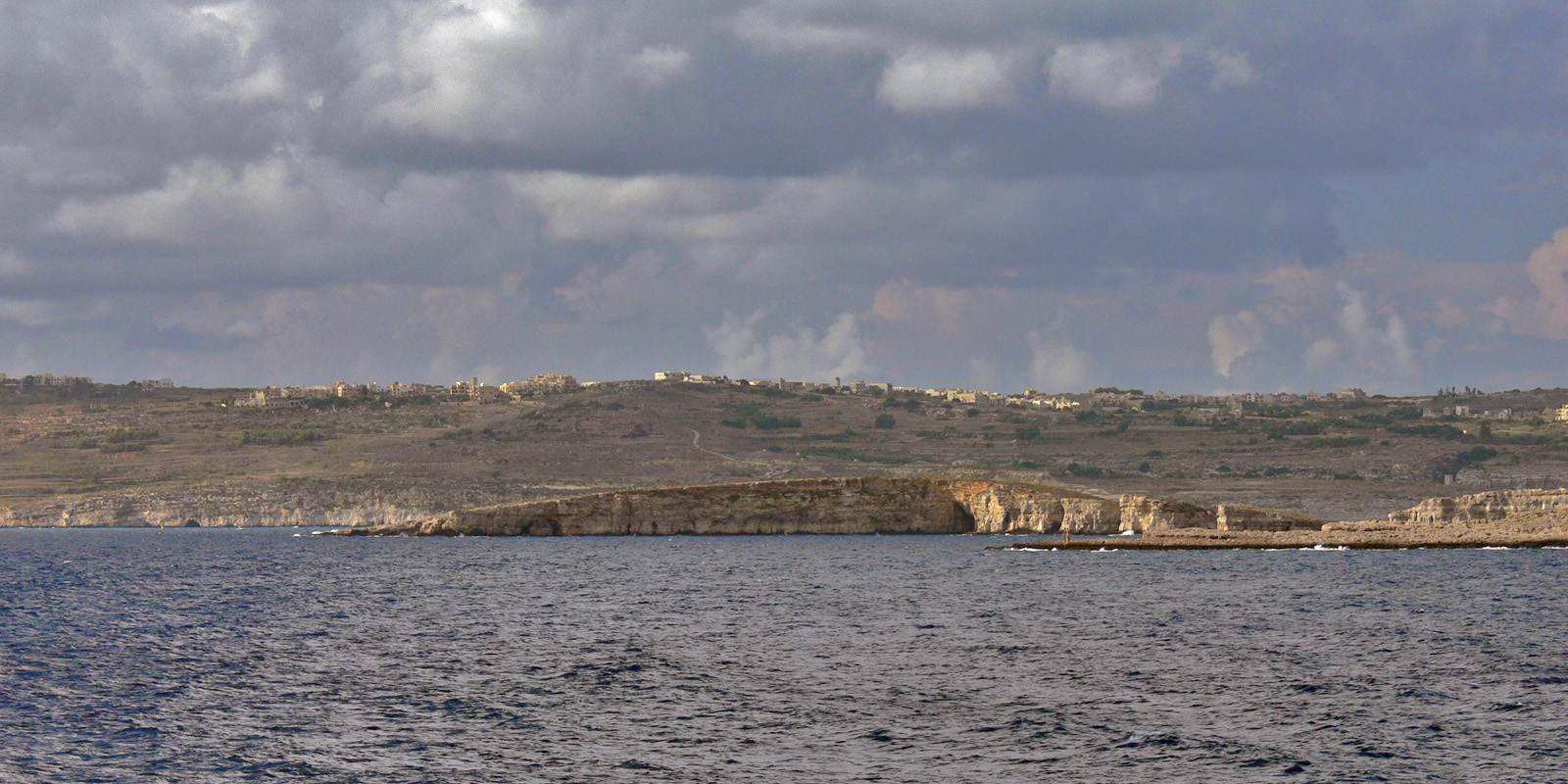
Kemmunet panorámája dél felől

Semmilyen külön esemény vagy adat nem köthető hozzá, történetileg és földrajzilag egyszerűen Kemmuna egy része. A két sziget közti csatorna a kora újkorig muszlim és keresztény kalózok búvóhelye volt. Ma leginkább a fürdőzők veszik birtokukba.

## Nevezetessége
Egyetlen nevezetessége a szigettől északnyugatra fekvő Cominotto Reef merülőhely. Csak hajóról megközelíthető, az átlagos mélysége 18 méter, a legmélyebb pont 36 méter.